# Reiden Patera
La Reiden Patera è una struttura geologica della superficie di Io.